# 897 Lysistrata
897 Lysistrata
897 Lysistrata là một tiểu hành tinh ở vành đai chính, thuộc nhóm tiểu hành tinh Maria. Nó được Max Wolf phát hiện ngày 3.8.1918 ở Heidelberg, và được đặt theo tên Lysistrata, vở kịch chống chiến tranh của Aristophanes.